# Eric Ny

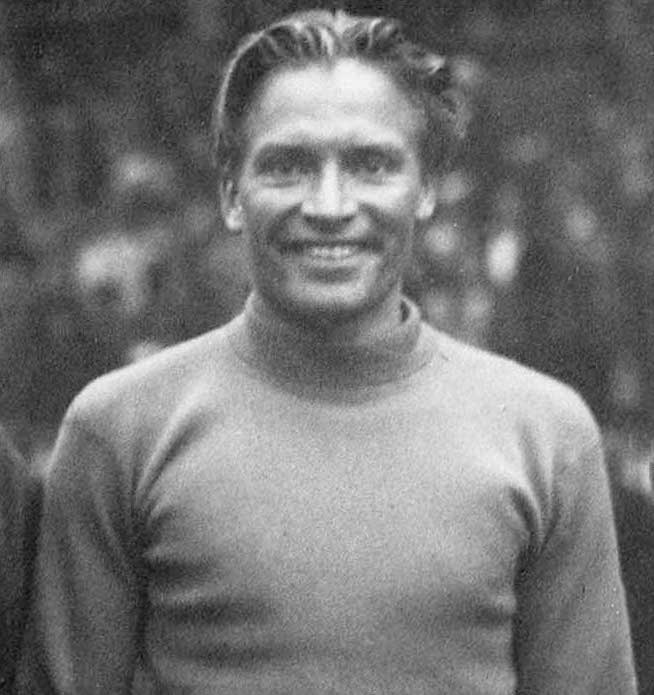
Eric Ny in den 1930er Jahren

Eric Ny (Eric Oscar Sigvard Ny; * 15. Oktober 1909 in Sala; † 2. September 1945 in Mälaren) war ein schwedischer Mittelstreckenläufer.
Bei den Olympischen Spielen 1932 in Los Angeles kam er über 1500 m auf den fünften Platz.
1934 wurde er bei den Leichtathletik-Europameisterschaften in Turin Vierter über 800 m und 1936 bei den Olympischen Spielen in Berlin Elfter über 1500 m.
Eric Ny starb bei einem Segelunfall.

## Persönliche Bestzeiten
- 800 m: 1:50,4 min, 1. September 1934, Stockholm
- 1500 m: 3:50,8 min, 22. Juli 1934, Malmö
- 1 Meile: 4:12,6 min, 7. Oktober 1934, Göteborg